# Thalía dalainak listája
Ez a lista Thalía mexikói énekesnő hivatalosan kiadott dalait tartalmazza betűrendben. A Timbiriche együttessel készített dalok közül itt csak azok szerepelnek, amelyekben főszólamot énekelt. Nincsenek külön feltüntetve a remixek, továbbá a csak fellépéseken elhangzott, de kiadványon nem szereplő, valamint a Din-Din együttessel felvett dalok.
| Ábécé szerinti tartalomjegyzék                      |
| --------------------------------------------------- |
| A B C D E F G H I J K L M N O P Q R S T U V W X Y Z |

## 0–9
- 24000 besos (24000 baci) (az El sexto sentido albumon, 2005/2006)

## A
- A Dram for Two (Un sueño para dos) (az El sexto sentido albumon, 2005)
- A la orilla del mar (a Love albumon, 1992)
- ¿A quién le importa? (a Thalía (2002) albumon, 2002; a Greatest Hits albumon, 2004)
- Acción y reacción (a Greatest Hits albumon, 2004)
- Aeróbico (a Thalía albumon, 1990; a Grandes éxitos albumon, 2004)
- Alguien real (Baby, I’m in Love) (a Thalía (angol) albumon, 2003)
- Amándote (az En éxtasis albumon, 1995; a Nandito Ako albumon, 1997)
- Amar sin ser amada (az El sexto sentido albumon, 2005/2006)
- Amarillo–azul (a Thalía albumon, 1990; a Grandes éxitos albumon, 2004)
- Amor a la mexicana (az Amor a la mexicana albumon, 1997; a Greatest Hits albumon, 2004)
- Amor a la mexicana (banda) (a Thalía con banda – grandes éxitos albumon, 2001)
- Amor prohibido (bónuszdal az El sexto sentido albumon, 2005)
- Amore mio (az Amore mio albumon, 2014)
- Another Girl (a Thalía (angol) albumon, 2003)
- Arrasando (az Arrasando albumon, 2000; a Greatest Hits albumon, 2004)
- Arrasando (banda) (a Thalía con banda – grandes éxitos albumon, 2001)
- Así es el destino (a Thalía (2002) albumon, 2002)
- Atmósfera (az Habítame siempre album különkiadásain, 2012)
- Aventurero (a Lunada albumon, 2008)
- Ay, amor 1 → Rosalinda
- Ay, amor 2 (LIVE) (a Primera fila …un año después albumon, 2010)

## B
- Baby, I’m in Love (a Thalía (angol) albumon, 2003)
- Bendita (a Lunada albumon, 2008)
- Bésame (az Habítame siempre albumon, 2012)
- Bésame mucho (az Habítame siempre albumon, 2012)
- Blues Jam (a Mundo de cristal albumon, 1991)
- Brindis (LIVE) (a Primera fila albumon, 2009)

## C
- Caballo de palo (a Viva Kids vol. 1 albumon, 2014)
- Cantando por un sueño  (az El sexto sentido album Re+Loaded kiadásán, 2006)
- Cerca de ti (Closer to You) (a Thalía (angol) albumon, 2003; a Greatest Hits albumon, 2004)
- Cerveza en México (az Amore mio albumon, 2014)
- Chika Lang (a Nandito Ako albumon, 1997)
- Cien años (a Love albumon, 1992)
- Closer to You (Cerca de ti) (a Thalía (2002) és a Thalía (angol, 2003) albumokon)
- Cómete mi boca (az Amore mio albumon, 2014)
- Cómo (LIVE) (a Primera fila albumon, 2009)
- Como tú, no hay dos (az Amore mio albumon, 2014)
- Con este amor (a Lunada albumon, 2008)
- Con la duda (Dueto con Joan Sebastian) (LIVE) (a Primera fila albumon, 2009)
- Con los años que me quedan (az Habítame siempre albumon, 2012)
- Contigo quiero estar (az Amore mio albumon, 2014)
- Corazón, corazón (összemixelt duett  † José Alfredo Jiménezszel az emlékére készített Y sigue siendo el rey című albumon, 1998)
- Cosiéndome el corazón (LIVE) (a Primera fila albumon, 2009)
- Cristal (a Mundo de cristal albumon, 1991)
- Cuando te beso (LIVE) (a Primera fila albumon, 2009)
- Cuando tú me tocas (a Greatest Hits CD-albumon, 2004)
- Cuco Peña (a Thalía con banda – grandes éxitos albumon, 2001)

## D
- Dance, Dance (The Mexican) (a The Mexican 2002 remix-változata; a Thalía (2002) albumon, 2002)
- De dónde soy (az Amor a la mexicana albumon, 1997)
- De onde sou (De dónde soy) (bónuszdal az Amor a la mexicana album brazil kiadásán)
- De qué manera te olvido (összemixelt duett † Rocío Dúrcallal az Una estrella en el cielo emlékalbumon, 2010)
- Déjame escapar (a Love albumon, 1992)
- Desolvidándote (a Lunada albumon, 2008)
- Dicen por ahí (az Amor a la mexicana albumon, 1997)
- Dime si ahora (az Habítame siempre albumon, 2012)
- Don’t Look Back (a Thalía (angol) albumon, 2003)

## E
- Echa pa’lante (az Amor a la mexicana albumon, 1997)
- Echa pa’lante (Spanglish Cha-Cha Mix) (a Dance with Me soundtrack-albumon, 1998)
- El amor vencerá → Save the Day
- El baile de los perros y los gatos (a Thalía albumon, 1990)
- El bombo de tu corazón (a Mundo de cristal albumon, 1991; a Grandes éxitos albumon, 2004)
- El bronceador (a Love albumon, 1992)
- El día del amor (a Love albumon, 1992)
- El garabato colorado (a Viva Kids vol. 1 albumon, 2014)
- El piojo y la pulga (a Viva Kids vol. 1 albumon, 2014)
- El poder de tu amor (a Thalía albumon, 1990; a Grandes éxitos albumon, 2004)
- El próximo viernes (LIVE) (a Primera fila albumon, 2009)
- El último adiós (közreműködés a 2001. szeptember 11-ei terrortámadás jótékonysági dalában – az azonos című kislemezen, 2001)
- Empezar de "0" (az El sexto sentido albumon, 2005/2006)
- En la fiesta mando yo (a Thalía (2002) albumon, 2002)
- En la intimidad (a Mundo de cristal albumon, 1991; a Grandes éxitos albumon, 2004)
- En silencio (a Mundo de cristal albumon, 1991; a Grandes éxitos albumon, 2004)
- En un bosque de la China (a Viva Kids vol. 1 albumon, 2014)
- Enséñame a vivir (LIVE) (a Primera fila albumon, 2009)
- Entre el mar y una estrella (az Arrasando albumon, 2000; a Greatest Hits albumon, 2004)
- Entre el mar y una estrella (banda) (a Thalía con banda – grandes éxitos albumon, 2001)
- Equivocada (LIVE) (a Primera fila albumon, 2009)
- Es tu amor (az Amor a la mexicana albumon, 1997)
- Estoy enamorado (Dueto con Pedro Capó) (LIVE) (a Primera fila albumon, 2009)
- Estrellita (a Viva Kids vol. 1 albumon, 2014)

## F
- Fantasía (az En éxtasis albumon, 1995)
- Feliz Navidad → Mis deseos / Feliz Navidad
- Flor de juventud (a Love albumon, 1992)
- Flores secas en la piel (a Love albumon, 1992)
- Fuego cruzado (a Mundo de cristal albumon, 1991; a Grandes éxitos albumon, 2004)

## G
- Gracias (az Amore mio albumon, 2014)
- Gracias a Dios (az En éxtasis albumon, 1995)
- Gracias a Dios (banda) (a Thalía con banda – grandes éxitos albumon, 2001)

## H
- Habítame siempre (az Habítame siempre albumon, 2012)
- Heridas en el alma (a Thalía (2002) albumon, 2002)
- Hey, It’s Me (a Nandito Ako albumon, 1997)
- Hoy ten miedo de mí (az Habítame siempre album különkiadásain, 2012)

## I
- I Found Your Love (Gracias a Dios) (a Nandito Ako albumon, 1997)
- I Want You feat. Fat Joe (a Thalía (angol) albumon, 2003)
- Insensible (a Lunada albumon, 2008)
- Isla para dos (a Lunada albumon, 2008)
- It’s My Party (Arrasando) (a Thalía’s Hits Remixed albumon, 2003)

## J
- Jolie Madame (a Mundo de cristal albumon, 1991)
- Juana (az En éxtasis albumon, 1995)
- Juana, tagalog nyelven (a Nandito Ako albumon, 1997)

## L
- La apuesta (az Habítame siempre album különkiadásain, 2012)
- La loca (a Thalía (2002) albumon, 2002 – nem tévesztendő össze a Loca című dallal!)
- La revancha (a Thalía con banda – grandes éxitos albumon, 2001)
- La risa de las vocales (a Viva Kids vol. 1 albumon, 2014)
- La súper chica ( (az El sexto sentido album Re+Loaded kiadásán, 2006)
- La tierra de nunca jamás (a Thalía albumon, 1990)
- La vie en rose (La vida en rosa) (a Love albumon, 1992; a Grandes éxitos albumon, 2004)
- Lágrimas (az En éxtasis albumon, 1995)
- Las mañanitas (a Viva Kids vol. 1 albumon, 2014)
- Libertad de expresión (a Thalía albumon, 1990)
- Llévame contigo (az En éxtasis albumon, 1995)
- Lo más bonito de ti (az Amore mio albumon, 2014)
- Loca (az El sexto sentido albumon, 2005 – nem tévesztendő össze a La loca című dallal!)
- Lograrás hacerlo (Learn to Do It) (az Anastasia Soundtrack album mexikói kiadásán, 1997)
- Love (a Love albumon, 1992; a Grandes éxitos albumon, 2004)
- Love Me Tender (összemixelt duett † Elvis Presley-vel a Viva Elvis emlékalbum latin-amerikai kiadásán, 2010)

## M
- Madrid (a Mundo de cristal albumon, 1991)
- Manías (az Habítame siempre albumon, 2012)
- María la del barrio (az En éxtasis albumon, 1995; a Greatest Hits albumon, 2004)
- María la del barrio (banda) (a Thalía con banda – grandes éxitos albumon, 2001)
- María Mercedes (a Love albumon, 1992; a Grandes éxitos albumon, 2004)
- Mariang taga Barrio (María la del barrio) (a Nandito Ako albumon, 1997)
- Marimar (a Marimar albumon, 1994; bónuszdal az Amor a la mexicana album magyar kiadásán, 1999; a Grandes éxitos albumon, 2004)
- Más (az Amore mio albumon, 2014)
- Más que un amigo (a Timbiriche VII albumon, 1986)
- Me erotizas (az En éxtasis albumon, 1995)
- Me faltas tú (az En éxtasis albumon, 1995)
- Me matas (a Mundo de cristal albumon, 1991)
- Me pones sexy (I Want You) feat. Fat Joe (a Thalía (angol) albumon, 2003; a Greatest Hits CD-album kiadásán, 2004)
- Medley (Entre el mar y una estrella / Piel morena / No me enseñaste / Amor a la mexicana) (LIVE) (a Primera fila albumon, 2009)
- Menino lindo (Menina linda) (bónuszdal az Amor a la mexicana album brazil kiadásán)
- Menta y canela (az Arrasando albumon, 2000)
- Mis deseos / Feliz Navidad (duett Michael Bubléval az énekes Christmas című albumán, 2011)
- Misbehavin’ (a Thalía (angol) albumon, 2003)
- Moderna niña del rock (a 3er festival Juguemos a cantar – 15 éxitos infantiles albumon, 1984)
- Mujer latina (Vengo, vengo) (az Amor a la mexicana albumon, 1997; a Greatest Hits CD-album kiadásán, 2004)
- Mujeres (LIVE) (a Primera fila albumon, 2009)
- Mundo de cristal (a Mundo de cristal albumon, 1991; a Grandes éxitos albumon, 2004)
- Muñequita linda (Te quiero dijiste) (az Habítame siempre albumon, 2012)

## N
- Nandito Ako (a Nandito Ako albumon, 1997)
- No es el momento (a Love albumon, 1992)
- No hay que llorar (az Arrasando albumon, 2000)
- No me enseñaste (a Thalía (2002) albumon, 2002; a Greatest Hits albumon, 2004)
- No me voy a quebrar (az El sexto sentido albumon, 2005/2006)
- No, no, no (feat. Aventura) (az El sexto sentido album Re+Loaded kiadásán, 2006)
- No puedo vivir sin ti (az El sexto sentido albumon, 2005/2006)
- No sé si es amor (a Timbiriche VIII & IX dupla albumon, 1987)
- No soy el aire (az Habítame siempre albumon, 2012)
- No trates de engañarme (a Love albumon, 1992)
- Noches sin luna (az Amor a la mexicana albumon, 1997)
- Noches sin luna (banda) (a Thalía con banda – grandes éxitos albumon, 2001)
- Noites sem lua (Noches sin luna) (bónuszdal az Amor a la mexicana album brazil kiadásán)
- Nunca sabrás (a Love albumon, 1992)

## O
- Olvídame1 (az El sexto sentido albumon, 2005/2006)
- Olvídame2 (az Amore mio albumon, 2014)
- Ojalá (az Habítame siempre albumon, 2012)
- Osito carpintero (a Viva Kids vol. 1 albumon, 2014)

## P
- Pata-pata (az Arrasando albumon, 2000)
- Piel morena (az En éxtasis albumon, 1995; a Greatest Hits albumon, 2004)
- Piel morena (banda) (a Thalía con banda – grandes éxitos albumon, 2001)
- Pienso en ti (a Thalía albumon, 1990; a Grandes éxitos albumon, 2004)
- Pienso en ti (LIVE) (a Primera fila …un año después albumon, 2010)
- Ponle remedio (az Amor a la mexicana albumon, 1997)
- Por amor (az Amor a la mexicana albumon, 1997)
- Por amor (banda) (a Thalía con banda – grandes éxitos albumon, 2001)
- Por lo que reste de vida (az Amore mio albumon, 2014)

## Q
- Qué será de ti (Como vai você) (LIVE) (a Primera fila albumon, 2009)
- Quiero amarte (az Arrasando albumon, 2000)
- Quiero hacerte el amor (az En éxtasis albumon, 1995)
- Quiero hacerte el amor (banda) (a Thalía con banda – grandes éxitos albumon, 2001)
- Quinceañera (a sorozat főcímdala a Quinceañera Timbiriche-albumról, 1988)

## R
- Reencarnación (az Arrasando albumon, 2000)
- Regalito de Dios (az Habítame siempre albumon, 2012)
- Regresa a mí (az Arrasando albumon, 2000; a Greatest Hits CD-album kiadásán, 2004)
- Rosalinda (Ay, amor) (az Arrasando albumon, 2000; a Greatest Hits albumon, 2004)
- Rosalinda (banda) (a Thalía con banda – grandes éxitos albumon, 2001)
- Rosas (az Amor a la mexicana albumon, 1997)

## S
- Sabe bien (az El sexto sentido albumon, 2005/2006)
- Saliva (a Thalía albumon, 1990; a Grandes éxitos albumon, 2004)
- Sangre (a Love albumon, 1992; a Grandes éxitos albumon, 2004)
- Sangre caliente (a Lunada albumon, 2008)
- Save the Day (a Thalía (angol) albumon, 2003)
- Secuestro y reunión (az Anastasia Soundtrack album mexikói kiadásán, 1997)
- Seducción (az El sexto sentido albumon, 2005/2006)
- Seduction (Seducción) (az El sexto sentido albumon, 2005)
- Será porque te amo (a Lunada albumon, 2008)
- Shoop Shoop (a The Shoop Shoop Song (It’s in His Kiss) című sláger feldolgozása a Hershey’s Kisses reklámjából; a Hershey’s ajándék kislemezén, 2004)
- Si no es ahora (a Timbiriche VII albumon, 1986)
- Siempre hay cariño (az Arrasando albumon, 2000)
- Sino a ti (Se non te) (duett Laura Pausinivel az utóbbi 20 - Grandes éxitos című albumán, 2014)
- Sólo parecía amor (az Amore mio albumon, 2014)
- Sólo se vive una vez (a Lunada albumon, 2008)
- Somos el mundo (We Are the World) (közreműködés a Haiti megsegítésére készített jótékonysági dalban; digitális letöltés, 2010)
- Sudor (a Mundo de cristal albumon, 1991; a Grandes éxitos albumon, 2004)
- Suerte en mí (az Arrasando albumon, 2000)
- Sugar Rush (a Viva Kids vol. 1 albumon, 2014)

## T
- Talismán (Thalisman, Thali’s Man) (a Thalía albumon, 1990; a Grandes éxitos albumon, 2004)
- Te dejé la puerta abierta (az En éxtasis albumon, 1995)
- Te necesito (a Mundo de cristal albumon, 1991)
- Te perdiste mi amor (az Habítame siempre albumon, 2012)
- Te quiero tanto (az En éxtasis albumon, 1995)
- Tell Me (a Nandito Ako albumon, 1997)
- Ten paciencia (a Lunada albumon, 2008)
- Tema de Chupi (a Viva Kids vol. 1 albumon, 2014)
- Tender Kisses (a Nandito Ako albumon, 1997)
- The Mexican 2002 (angol és spanyol változat – a Thalía (2002) albumon, 2002)
- The Shoop Shoop Song → Shoop Shoop
- The Way You Look Tonight (duett Tony Bennett-tel az énekes Viva Duets című albumán, 2012)
- Toda la felicidad (Don’t Look Back) (a Thalía (angol) albumon, 2003; a Greatest Hits albumon, 2004)
- Todo es posible (az Atlantai olimpia egyik hivatalos dala; a Voces Unidas albumon, 1996)
- Todo o nada (a Timbiriche VIII & IX dupla albumon, 1987)
- Todo para ti (What More Can I Give?) (közreműködés Michael Jackson 2001. szeptember 11-ei terrortámadás emlékére írt jótékonysági dalában; digitális letöltés, 2001)
- Tómame o déjame (az Habítame siempre albumon, 2012)
- Tranquila (az Amore mio albumon, 2014)
- Tu amor (az Habítame siempre album mexikói különkiadásán, 2013)
- Tú puedes ser (az Amore mio albumon, 2014)
- Tú y yo1 (a Thalía (2002) albumon, 2002; a Greatest Hits CD-album kiadásán, 2004)
- Tú y yo (English version) (a Thalía (angol) albumon, 2003)
- Tú y yo2 (az Amore mio albumon, 2014)
- Tumba la casa (az Arrasando albumon, 2000)

## U
- Un alma sentenciada (az El sexto sentido albumon, 2005/2006)
- Un pacto entre los dos (a Thalía albumon, 1990; a Grandes éxitos albumon, 2004)
- Un sueño para dos (az El sexto sentido albumon, 2005/2006)
- Una vez en diciembre (Once Upon a December) (az Anastasia Soundtrack album mexikói kiadásán, 1997)

## V
- Vamos a jugar (a Viva Kids vol. 1 albumon, 2014)
- Vengo, vengo → Mujer latina
- Vete (az Habítame siempre album mexikói különkiadásán, 2013)
- Viagem ao passado (Journey to the Past) (az Anastasia Soundtrack album brazil kiadásán, 1997)
- Viaje tiempo atrás (Journey to the Past) (bónuszdal az Anastasia Soundtrack albumon, 1997)
- Vueltas en el aire (a Thalía (2002) albumon, 2002)

## W
- What More Can I Give? (Todo para ti) (közreműködés Michael Jackson 2001. szeptember 11-ei terrortámadás emlékére írt jótékonysági dalában; digitális letöltés, 2001)
- What’s Gonna Be Boy (a Thalía (angol) albumon, 2003)

## Y
- Y seguir (a Thalía (2002) albumon, 2002)
- Ya lo sabía (LIVE) (a Primera fila albumon, 2009)
- Yo no sé vivir (a Lunada albumon, 2008)
- You Are Still on My Mind (Quiero hacerte el amor) (a Nandito Ako albumon, 1997)
- You Know He Never Loved You (Amar sin ser amada) (az El sexto sentido albumon, 2005)
- You Spin Me ’Round (Like a Record) (bónuszdal a Thalía (2002) albumon, 2002)